# حداء الخيل
حداء الخيل قصائد ذات أبيات موجزه كانت تردد في المعارك والمناسبات الحربية والعرضات الحماسية؛ لتطريب الخيل، واستحثاث حماس الجنود للاستبسال في المعركة أو للاحتفال بعد الانتصار فيها.

## التعريف
يعرف الحداء في اللغة بأنه سَوْقُ الدابة وحثها على المسير والأحدوة أو الأحدية جمع أحادي وهي الأغنية التي يُحدى بها، أما في الاصطلاح فهي عبارة عن أراجيز كان الفرسان يهزجون بها على صهوات خيولهم وهم في طريقهم إلى الغزو أو بعد عودتهم منه منتصرين؛ والغرض منه كان إما بث الحماس في نفوس الجنود وحثهم على الإقدام والاستبسال في المعركة إذا كانت موضوعات قصائدهم تشمل الوعيد والتهديد، أو الاحتفال بالنصر إذا كانت الموضوعات عبارة عن تخليد المآثر البطولية التي كان يحققها فرسان القبيلة في ميدان المعركة.

## التاريخ
شاع استعمال شعر حداء الخيل عند العرب من الحاضرة والبادية خاصةً في شبه الجزيرة العربية منذ عصر ما قبل الإسلام، وقد عزف الشعراء عن الخوض في هذا الفن في يومنا الحاضر؛ نتيجة توحد البلاد من الناحية السياسية وانتهاء نزاعاتها الداخلية، بحيث لم تعد الحاجة ملحه إلى نظمة لتشجيع الفرسان على الحرب والاحتفال بعد نصرهم فيها كالسابق، وقد حفظ التاريخ السعودي العديد من القصائد التي قيلت في هذا اللون من الشعر إذ قال ابن عقيل الظاهري في هذا الشأن: "ولولا الله ثم عناية الأمير السديري رحمه الله بجمع الأحديات مع ما جمعه موزل لضاعت جمهرة هذا الشعر وسيظل الدارسون عيالًا عليهم في هذا الباب".

## صفته
كانت الأحادي تلقى على النحو التالي: يتوسط قائلها صفوف المقاتلين في الطريق لمواجهة العدو، يقوم بارتجال بعض الأبيات الشعرية وإلقائها بلحن معين لبقية الفرسان فإذا تلقاها الآخرين أنشدوها بصوت علِ صف عن يمين وصف عن يسار، وكل ما كان للشاعر مكانة اجتماعية مرموقة وصيت في عالم البطولة والفروسية كان لقصيدته التي ينشدها ويلحنها وقع أكبر في نفوس الفرسان.

## شعر حداء الخيل

### نوع البحر
لأن الحداوي في مجملها تصدر عن فرسان لا يحترفون الشعر، والارتجال طبعهم في إلقائها فإنها تأتي على شكل مقطوعات قصيرة لا تتعدى الواحدة منها البيتين أو كحد أقصى خمسة أبيات اعتمدوا في نظمها على البحر الرجز، وهو بحر مضطرب تطرأ على أجزائه العديد من التغييرات إذ تكون أبياته إما مجزؤه، أو مشكورة، أو منهوكة،  واستخدامه كان منذ عصر ما قبل الإسلام فقد جاء في كتاب الأغاني عن ابن حبيب قوله: " كانت العرب تقول الرجز في الحرب والحداء والمفاخرة وما جرى هذا المجرى".

### نماذج للحداوي
للحداوي التي كانت تردد قديمًا مواضيع متعددة أبرزها الحماسة والفخر منها على سبيل المثال:
قصيدة "يا معضدي" والمعضد أسواره كان الفرسان من البادية يلبسونها على أيديهم ما بين المرفق والكتف:
وقصيدة "ركب الأصيل":
وقصيدة " مهبول يا قايل" التي قالها الملك عبد العزيز آل سعود بعد استعادته للرياض أولى مراحل توحيد المملكة العربية السعودية: